# Stockholm WCT
Lo Stockholm WCT è stato un torneo di tennis che nel 1976 ha fatto parte del World Championship Tennis. Veniva disputato a Stoccolma in Svezia su campi in sintetico indoor.

## Albo d'oro

### Singolare
| Anno | Vincitore      | Finalista    | Punteggio |
| ---- | -------------- | ------------ | --------- |
| 1975 | Arthur Ashe    | Tom Okker    | 6–4, 6–2  |
| 1976 | Wojciech Fibak | Ilie Năstase | 6–4, 7–6  |

### Doppio
| Anno | Vincitori                          | Finalisti                     | Punteggio   |
| ---- | ---------------------------------- | ----------------------------- | ----------- |
| 1975 | Arthur Ashe Tom Okker              | Patrice Dominguez Kim Warwick | 6–3, 7–6(3) |
| 1976 | Aleksandre Met'reveli Ilie Năstase | Tom Okker Adriano Panatta     | 6–4, 7–5    |